# Algoritmo de Tremaux
O Algoritmo de Tremaux é uma sequência finita de instruções bem definidas e não ambíguas (algoritmo) enunciado pelo engenheiro francês Charles Pierre Trémaux (1859 - 1882), para achar a saída de um labirinto.

## Critérios
O caminho a ser seguido deve ser escolhido segundo os seguintes passos:
1. Nunca siga o mesmo caminho duas vezes.
2. Se você chegou a uma encruzilhada nova, não importa o caminho a seguir.
3. Se algum caminho leva a um cruzamento velho, ou um beco sem saída, você deve voltar a entrada do caminho.
4. Se um caminho velho leva a uma encruzilhada já passada, você deve escolher outro caminho.

Se você seguir esses passos, mesmo que leve horas, esse sistema irá leva-lo a saída do labirinto.